# Julia Uceda
Julia Uceda Valiente (Sevilla, 22 de octubre de 1925-Ferrol, 21 de julio de 2024) fue una profesora y poeta española. Ganó el Premio Nacional de Poesía 2003 por el libro En el viento, hacia el mar y la Medalla de Oro al Mérito en las Bellas Artes (2021).

## Trayectoria
Se licenció en Filosofía y Letras por la Universidad Hispalense, donde también obtuvo un doctorado, con una tesis sobre el poeta José Luis Hidalgo.
En 1959 publicó su primer libro Mariposa en cenizas en la revista Alcaraván de Arcos de la Frontera. Su participación en los círculos sevillanos de poesía se encuentra ampliamente atestiguada. Dirigió junto a Manuel Mantero y Ángel Benito la revista Rocío.
Así mismo dirigió un homenaje a Juan Ramón Jiménez en el Club La Rábida de Estudios hispanoamericanos en 1958 y otro a Antonio Machado en la Universidad de Sevilla en 1959. También participó en los dos actos generacionales de los jóvenes poetas sevillanos. Por un lado, fue incluida en la nómina de poetas de la Antología de poetas jóvenes sevillanos realizada por María de Los Reyes Fuentes en el número 159 de la revista Lírica Hispana de Caracas en 1956 y, por otro, participó en el recital del Ateneo de Sevilla del 1 de junio de 1957 que se presentaba, recordando a la Generación del 27, como el acto de presentación de la generación sevillana del cincuenta y tantos. En este acto, participó junto a Aquilino Duque, María de los Reyes Fuentes, Manuel García-Viñó, Pío Gómez Nisa, Manuel Mantero y José María Requena.
En 1961 obtuvo el accésit al premio Adonais con el poemario Extraña Juventud. cercano a la estética social imperante en aquellos años. Sin embargo, a partir de su tercer poemario, Sin mucha esperanza (1966), comienza un nuevo rumbo estético marcado por la incorporación del pensamiento grecolatino. Estos tres poemarios constituyen la primera etapa de la autora.
Tras recibir una oferta de la Universidad Estatal de Míchigan marchó a Estados Unidos. Allí escribió Poemas de Cherry Lane (1968), que marcó el comienzo de una segunda etapa influenciada por la psicología analítica. A él le siguieron Campanas en Sansueña, En elogio de la locura y Viejas voces secretas de la noche. En ellos, impera la reconciliación del sujeto poético con el pasado franquista.
Hasta 1970, permaneció en Míchigan, pero en ese año volvió a España, primero a Oviedo y después a Albacete. Sin embargo, decidió volver a Estados Unidos aunque se marchó de nuevo. En 1974, se instaló en Irlanda donde trabajó como profesora en el Dublin College hasta 1976.
Se estableció en Galicia en 1976 y allí escribió sus cuatro últimos poemarios, Del camino de humo, Zona desconocida, Hablando con un haya y Escritos en la corteza de los árboles. Sus poemas nos conducen a la reflexión sobre el origen y a la búsqueda en el presente de la herencia del pasado remoto.
Residió en el barrio ferrolano de Serantes durante cinco décadas. Allí falleció el 21 de julio de 2024, a los 98 años.
Su obra ha sido traducida a varios idiomas como el portugués, inglés, chino y hebreo.

## Obras
- Mariposa en cenizas (1959).
- Extraña juventud (1962).
- Sin mucha esperanza (1966).
- Poemas de Cherry Lane (1968).
- Campanas en Sansueña (1977)
- En elogio de la locura (1980).
- Viejas voces secretas de la noche (1982).
- Poesía (1991).
- Del camino de humo (1994).
- Los muertos y evolución del tema de la muerte en la poesía de José Luis Hidalgo (1990).
- En el viento, hacia el mar (2003), ISBN 84-931995-8-3
- Zona desconocida (2007), ISBN 978-84-96556-91-1
- Hablando con un haya (2010), ISBN 978-84-92913-50-3
- Escrito en la corteza de los árboles (2013), ISBN 978-84-96824-75-1
- Vom inwendigen Blick : zweisprachige Anthologie / Julia Uceda ; aus dem Spanischen übersetzt von Angelica Ammar ; mit einem Nachwort von Javier Gómez-Montero, Kiel : Ludwig, 2021, ISBN 978-3-86935-420-0

## Reconocimientos
Fue nombrada Hija Adoptiva de la ciudad de Ferrol e Hija Predilecta de Andalucía en 2005. En Sevilla han dado su nombre a una biblioteca pública.
Es miembro de la Real Academia Sevillana de las Buenas Letras.
Obtuvo, entre otros:
- Accésit del Premio Adonáis de poesía (1961) con el poemario Extraña juventud.[5]
- El Premio Nacional de Poesía de España (2003), por la publicación de En el viento, hacia el mar (antología de sus obras completas).[13]
- El Premio de la Crítica de Poesía Castellana (2006).[14]
- Premio Andaluz de la Letras «Luis de Góngora y Argote» en 2016.[15]
- Autora del año en Andalucía 2017. Fue designada por «la fuerza individual y la voz clara» de su poesía como representante de la Generación del 50 en el exilio.[16]
- Premio Internacional de Poesía García Lorca-Ciudad de Granada en 2019.[17]
- En 2020, fue incluida dentro del proyecto “Mujeres Investigadoras en los Archivos Estatales (1900-1970)” para la descripción archivística y creación de un micrositio específico en el Portal de Archivos Españoles (PARES), desarrollado entre 2020-2023. Este proyecto ha sido impulsado por la Subdirección General de Archivos Estatales, con el objetivo visibilizar la labor de investigación realizada en España por las mujeres en el intervalo 1900-1970 partiendo de los registros documentales que se conservan en los Archivos de Gestión de los AAEE del Ministerio de Cultura (el Archivo Histórico Nacional, el Archivo de la Corona de Aragón, el Archivo General de Simancas, el Archivo General de Indias, el Archivo de la Real Chancillería de Valladolid, el Archivo General de la Administración y el Centro de Información Documental de Archivos).[18]
- En 2021 recibió la Medalla de Oro al Mérito en las Bellas Artes, otorgada por el Consejo de Ministros del Gobierno de España.[2][3]